# Æthelflæd

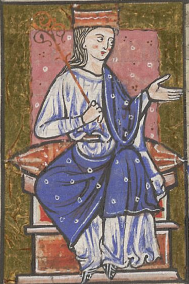
Æthelflæd, dargestellt in The Cartulary and Customs of Abingdon Abbey, British Library, London, Cotton MS Claudius B VI, fol. 14^{r}, entstanden um 1220

Æthelflæd (auch Ethelfled, Ethelflaed, Æthelflæda oder Ethelfleda; * um 870; † 12. Juni 918 in Tamworth) war von 911 bis 918 Herrscherin von Mercia, einem angelsächsischen Königreich im frühen Mittelalter. Æthelflæd war die älteste Tochter von König Alfred dem Großen von Wessex und dessen Frau Ealhswith. Æthelflæd wurde um das Jahr 870 geboren und heiratete 886 den Adeligen Æthelred, an dessen Seite sie über Mercia herrschte. Nach seinem Tod 911 übernahm sie die alleinige Herrschaft über Mercia, eines der seltenen Beispiele einer Frau als Herrscherin über ein Königreich im europäischen Mittelalter.
Während ihrer Herrschaftszeit ging Æthelflæd vor allem gegen die dänischen Wikinger militärisch vor, die ihren Herrschaftsbereich bis in den westlichen Teil Englands einschließlich eines Teils von Mercia ausgeweitet hatten. Die Militäraktionen führte Æthelflæd teilweise in enger Kooperation mit ihrem Bruder Eduard dem Älteren von Wessex durch, der ebenfalls ein großes Interesse hatte, den Einflussbereich der Dänen zurückzudrängen. Æthelflæds größter militärischer Erfolg dürfte die Rückeroberung der ehemals zu Mercia gehörigen Stadt Derby sein. Ferner befestigte Æthelflæd einige Städte neu, darunter Chester und Tamworth, und errichtete Fluchtburgen (burhs), vor allem an den Grenzen zum Danelag und zu Wales, um Mercia vor Überfällen ihrer Nachbarn zu verteidigen.
Nach Æthelflæds Tod übernahm für kurze Zeit ihre Tochter Ælfwynn die Regierung in Mercia, sie wurde aber schon wenige Monate später von ihrem Onkel, Eduard dem Älteren, König von Wessex, entmachtet, woraufhin Mercia direkt von den Königen von Wessex regiert wurde.

## Historischer Hintergrund

Gebiet des Danelag um 878

In der zweiten Hälfte des 9. Jahrhunderts und zu Beginn des 10. Jahrhunderts überrannten dänische Wikinger einen Großteil der englischen Königreiche Northumbria, Teile von Mercia sowie East Anglia und bedrohten selbst die Existenz des Königreichs Wessex. Alfred der Große, König von Wessex 871–899, gelang es, Wessex gegen die Dänen zu verteidigen, indem er gegen sie einige militärische Erfolge verzeichnete. Bedeutend war die Schlacht bei Edington 878, in deren Folge er einen Friedensvertrag mit dem König der dänischen Wikinger, Guthrum, aushandeln konnte. Damit war England de facto zweigeteilt: ein Herrschaftsbereich der Dänen, das Danelag, und der englische Herrschaftsbereich, hauptsächlich König Alfreds Wessex und seine Verbündeten. Alfred begann dann eine zweifache Strategie gegen die Dänen: Er begann Befestigungsanlagen (burhs) gegen äußere Angriffe zu errichten. Gleichzeitig hegten er und seine Nachfolger den Ehrgeiz, die durch die Dänen besetzten Gebiete zurückzuerobern.
Unter den Wikingereinfällen litt auch das Königreich Mercia. Unter der Herrschaft des merzischen Königs Burgred (852–874) gelang es den dänischen Wikingern, sich erstmals im Norden Englands festzusetzen und schließlich Burgred zu vertreiben. 877 fiel der östliche Teil Mercias dem Herrschaftsbereich der Dänen zu. Der westliche Teil wiederum blieb unter angelsächsischer Herrschaft unter König Ceolwulf II., auf den einige Jahre später Æthelred folgte.
Æthelred trug im Gegensatz zu seinen Vorgängern nicht mehr den Titel „König“: Die Angelsächsische Chronik bezeichnete ihn als Ealdorman oder als myrcna hlaford (dt. ‚Herr der Mercier‘). Urkunden aus Wessex verwendeten den Titel subregulus (dt. etwa ‚kleiner Unterkönig‘). Aus verschiedenen Quellen geht auch hervor, dass Æthelred die Oberhoheit des Königs von Wessex anerkannte. Andere, spätere Quellen wie der Chronist Æthelweard oder irische Quellen aus dem 10. Jahrhundert bezeichneten ihn jedoch als rex ‚König‘, was möglicherweise darauf schließen lässt, dass Æthelred einem König vergleichbare Befugnisse hatte.

## Leben

### Jugend und Heirat
Æthelflæd war die älteste Tochter von König Alfred dem Großen von Wessex und Ealhswith von Mercia. Ealswith stammte aus einer Adelsfamilie in Mercia; Ealswiths Mutter war eine der Töchter des merzischen Königs Offa. Alfred selbst hatte auch Verbindungen nach Mercia, denn seine Schwester Æthelswith war mit dem merzischen König Burgred verheiratet. Æthelflæds Geburtsjahr ist nicht bekannt, aber viele Historiker schätzen es um das Jahr 870.
Etwa um 886 wurde Æthelflæd mit Æthelred, den Herrscher von Mercia, verheiratet, wobei vermutet werden kann, dass die Heirat politisch motiviert war, um die Bande zwischen Wessex und Mercia zu stärken. Æthelred war deutlich älter als Æthelflæd, wobei ein größerer Altersunterschied jedoch um diese Zeit durchaus üblich war. Um 886 übergab Alfred die Herrschaft über das gerade von den Dänen eroberte London an Æthelred, weshalb einige Historiker vermuten, dass London eine Mitgift für Æthelflæd anlässlich ihrer Hochzeit mit Æthelred war.
Um Æthelflæds Weg zur Hochzeit ranken sich einige Legenden, die jedoch historisch nicht belegt sind: So soll ihr Tross, während sie auf dem Weg zu ihrer Hochzeit nach Mercia war, von den Dänen überfallen worden sein. Nach der Legende wollten die Dänen Æthelflæd töten, um so die Allianz zwischen Wessex und Mercia zu verhindern. Obwohl die Hälfte ihrer Begleitung im ersten Angriff fiel, schaffte es Æthelflæd in dieser Geschichte, sich mit dem Rest in einem Graben zu verschanzen und die Dänen zu schlagen. Es gibt keine Berichte über den Vorfall aus zeitgenössischen Quellen, so dass diese Geschichte wahrscheinlich eine spätere mittelalterliche oder sogar erst moderne Erfindung ist.
Æthelred und Æthelflæd hatten nur ein der Nachwelt bekanntes Kind, ihre Tochter Ælfwynn, die vermutlich in den ersten Jahren der Ehe geboren wurde. William of Malmesbury, der im 12. Jahrhundert Æthelflæds Leben beschreibt, sagt dazu, dass Ælfwynns Geburt so schwer war, dass Æthelflæd es daraufhin vorzog, enthaltsam zu leben, um ein weiteres solch schmerzhaftes Erlebnis zu vermeiden. Da es keine Quellen aus Æthelflæds Lebenszeit gibt, die diese Geschichte bestätigen, vermuten moderne Historiker, dass William diese Anekdote möglicherweise erfunden hat. So könnte es ein Ziel von William gewesen sein, Æthelflæd als moralisch rein darzustellen, und ein zölibatäres, enthaltsames Leben würde dann ins Bild passen.
Neben Ælfwynn wuchs noch ein weiteres königliches Kind am Hofe Æthelflæds heran: Æthelstan, der Sohn Eduard des Älteren von Wessex, Neffe von Æthelflæd und späterer König von England. Er wurde in Mercia von Æthelred und Æthelflæd erzogen. Diese Verbindung zu Mercia machte es vermutlich für Æthelstan einfacher, nach dem Tod von Eduard auch als Herrscher über Mercia akzeptiert zu werden.

### Æthelflæd und Æthelred (886–911)
Ein großer Teil der Herrschaft Æthelreds war durch Kriegszüge gegen die Dänen im Norden und Westen Englands gekennzeichnet, häufig in Kooperation mit Alfred und seinem Nachfolger, Eduard dem Älteren. Historiker gehen davon aus, dass Æthelflæd schon zu Lebzeiten ihres Ehemannes Æthelred eine größere politische Rolle in Mercia spielte. Dafür sprechen unter anderem Urkunden aus den Jahren 888, 889 und 896, in denen Æthelflæd als Zeugin auftaucht. Laut einer Urkunde aus dem Jahr 901 stifteten Æthelflæd und Æthelred Land und einen goldenen Kelch für den Schrein der Heiligen Mildburg im Kloster von Much Wenlock. Auch berichten zeitgenössische Quellen von gemeinsamen Ortsgründungen und Errichtungen von Fluchtburgen (altengl. burhs) durch Æthelflæd und Æthelred.
Æthelred und Æthelflæd folgten damit der Politik König Alfreds, als sie Mercia mit Fluchtburgen befestigten und damit besser gegen einfallende Wikinger verteidigen konnten. Auf Æthelred und Æthelflæd gehen eine Reihe von Gründungen neuer burhs zurück, darunter die späteren Städte Gloucester und Shrewsbury. 907 ließ Æthelflæd die zerstörte Stadt Chester wieder aufbauen. Der Bau der Kirche St. Oswald in Gloucester geht ebenfalls auf Æthelred und Æthelflæd zurück. 909 führte eine gemeinsame Armee mit Truppen aus Wessex und Mercia einen erfolgreichen Feldzug gegen das dänische Lindsey, wo sie in Bardney Abbey die Überreste des Heiligen Oswald von Northumbria an sich brachten und nach Gloucester überführten, wo sie als Reliquien in der von Æthelred und Æthelflæd gegründeten Kirche aufbewahrt wurden.
Obwohl Mercia ein von Wessex abhängiges Königreich war, sprechen viele Quellen dafür, dass Æthelred und Æthelflæd relativ unabhängig von Wessex als Herrscher agierten.
Zeitgenössische irische Quellen deuten an, dass Æthelred in den letzten Jahren seines Lebens krank war, worauf es in Quellen aus Wessex und Mercia jedoch keinen Hinweis gibt. Nach der angelsächsischen Chronik starb Æthelred kurz nach der Schlacht von Tettenhall im Jahr 910 zwischen Dänen und einer vereinten Armee aus Wessex und Mercia.

### Alleinige Herrscherin über Mercia (911–918)

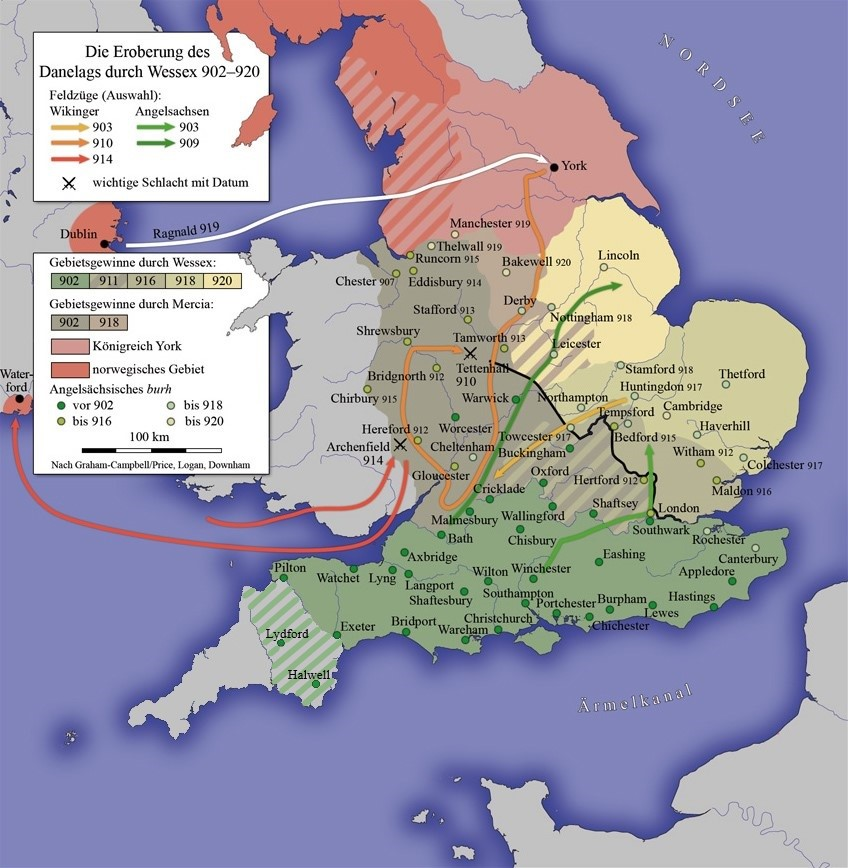
Eroberung des Danelags

Nachdem ihr Mann 911 gestorben war, regierte Æthelflæd Mercia als alleinige Herrscherin. Wie ihr Mann unter dem Titel myrcna hlaford ‚Herr der Mercier‘ geführt wurde, so wurde Æthelflæd mit dem entsprechenden weiblichen Titel myrcna hlædige, Lady of the Mercians, bezeichnet. Mit der Übernahme der Herrschaft in Mercia, wenn auch nicht unter dem Titel „Königin“, war Æthelflæd eine der wenigen Frauen im frühmittelalterlichen Europa mit dieser Position. Dass sie als Herrscherin akzeptiert wurde, hing auch damit zusammen, dass Mercia bereits eine Tradition hatte, in der Königinnen mehr Teilhabe an der Macht hatten als etwa in Wessex – so die Einschätzung von Historikern. Außerdem konnte Æthelflæd für ihren Anspruch darauf zurückgreifen, dass sie selbst aus einer merzischen Königslinie abstammte und die Witwe des letzten Herrschers war. Den Titel Lady of the Mercians füllte sie nicht nur pro forma aus, sondern sie erwies sich als gute Diplomatin und politische und militärische Führerin ihres Landes. In irischen und walisischen Quellen wird sie sogar als Königin bezeichnet, ein weiteres Indiz, dass Æthelflæd über politische und militärische Macht verfügte, die einer Königin vergleichbar war.
Schon unter Æthelred wurden mehrere Orte in Mercia befestigt, aber als Alleinherrscherin führte Æthelflæd das Festungsbauprogramm in umfangreichem Maße fort, vor allem an den Landesgrenzen in Richtung Danelag, nach Norden und in Richtung Wales. Nach den Quellen hat Æthelflæd allein zehn Orte befestigt (sog. burhs), dazu zählen Bridgnorth am Severn (912), Tamworth (913), Stafford (913) und Warwick (914). Diese burhs dienten als Verteidigungsanlagen gegen Angriffe von außen und als Ausgangspunkte für militärische Kampagnen gegen die dänischen Wikinger im Danelag und gegen die Waliser, teilweise gemeinsam mit ihrem Bruder, König Eduard dem Älteren von Wessex. Teil der Kampagnen war auch, ehemals merzisches Gebiet von den Dänen zurückzugewinnen. Æthelflæds vermutlich größter militärischer Erfolg war die Eroberung der Stadt Derby 917. Die Stadt Leicester fiel Æthelflæd daraufhin kampflos zu. Sowohl Derby als auch Leicester lagen im Gebiet des Danelag und wurde durch Æthelflæds Eroberungen wieder Teil des angelsächsischen Mercia.
Auch gegen die Waliser an der Ostgrenze ihres Reiches ging Æthelflæd vor. So ist ein militärischer Feldzug gegen Wales aus dem Jahr 916 belegt. Ferner dienten die Festungen in Bridgnorth von 912 und Chirbury 915 dazu, die Waliser unter Druck zu setzen. Festungen im Nordwesten Mercias, auf Eddisbury Hill und Runcorn, sollten die norwegischen Siedler im Norden Englands, in Cheshire und Lancashire, unter Kontrolle halten. Kurz vor ihrem Tod verhandelte Æthelflæd 918 mit Dänen in York, um sich deren politische Unterwerfung zu sichern, wozu es aber durch ihren Tod nicht mehr kam.

### Tod und Vermächtnis
Im Jahre 918 starb Æthelflæd in Tamworth. Sie wurde neben Æthelred in der von ihr gegründeten Klosterkirche von St. Oswald in Gloucester beigesetzt.
Als neue Herrscherin von Mercia folgte zunächst ihre Tochter Ælfwynn. Ælfwynn verfügte jedoch offensichtlich nicht über den Rückhalt, den ihre Mutter hatte, und wurde von König Eduard dem Älteren von Wessex noch im selben Jahr abgesetzt und nach Wessex verbracht. Dort verbrachte sie ihr Leben möglicherweise in einem Kloster. Die beiden Reiche von Wessex und Mercia verschmolzen und bildeten den Grundstein für das spätere vereinte Königreich England.

## Quellenlage

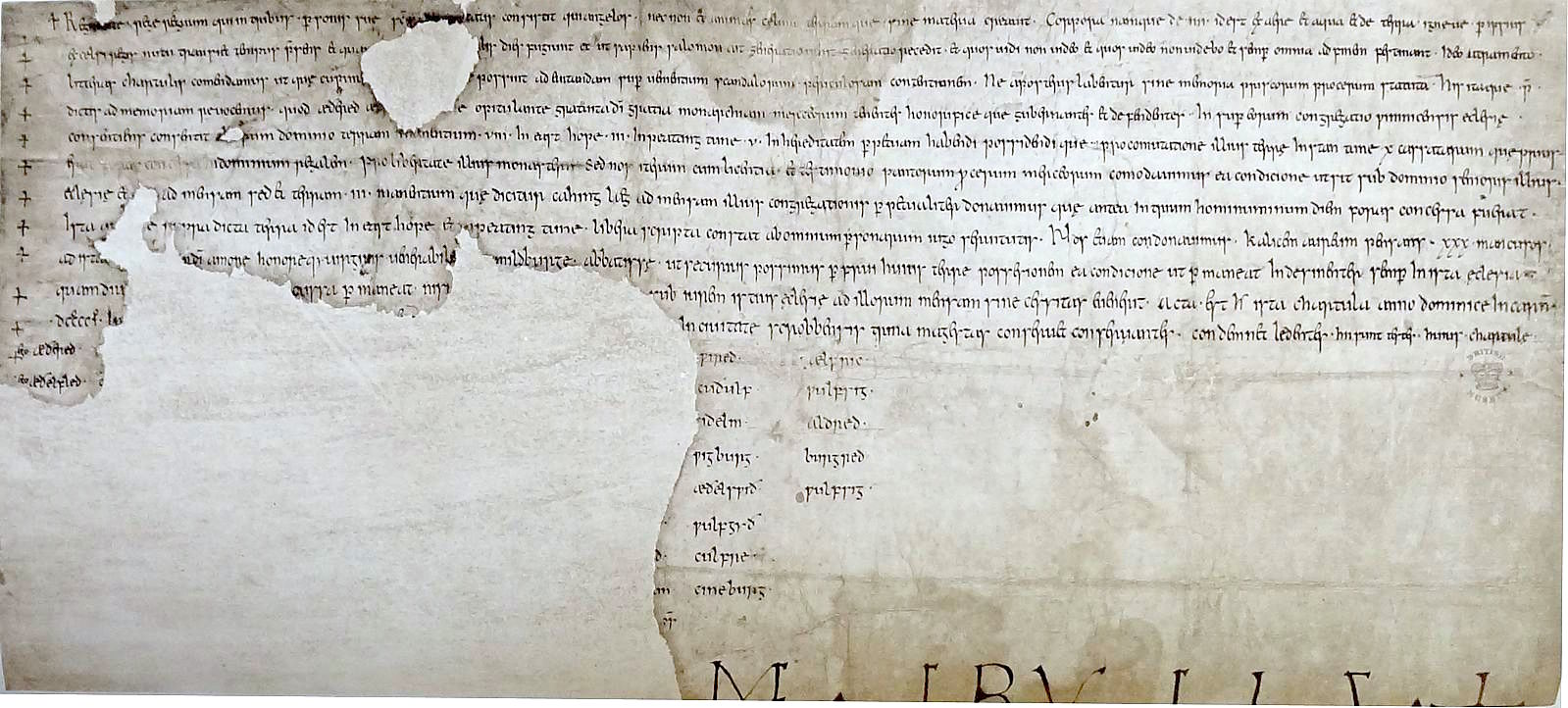
Urkunde S 221 aus dem Jahr 901: Æthelred und Æthelflæd stiften Wenlock Priory, einem Kloster im Ort Much Wenlock im heutigen Shropshire, Land und einen goldenen Kelch, Manuskript in London, British Library, Cotton Charters viii. 27

#### Ehrungen

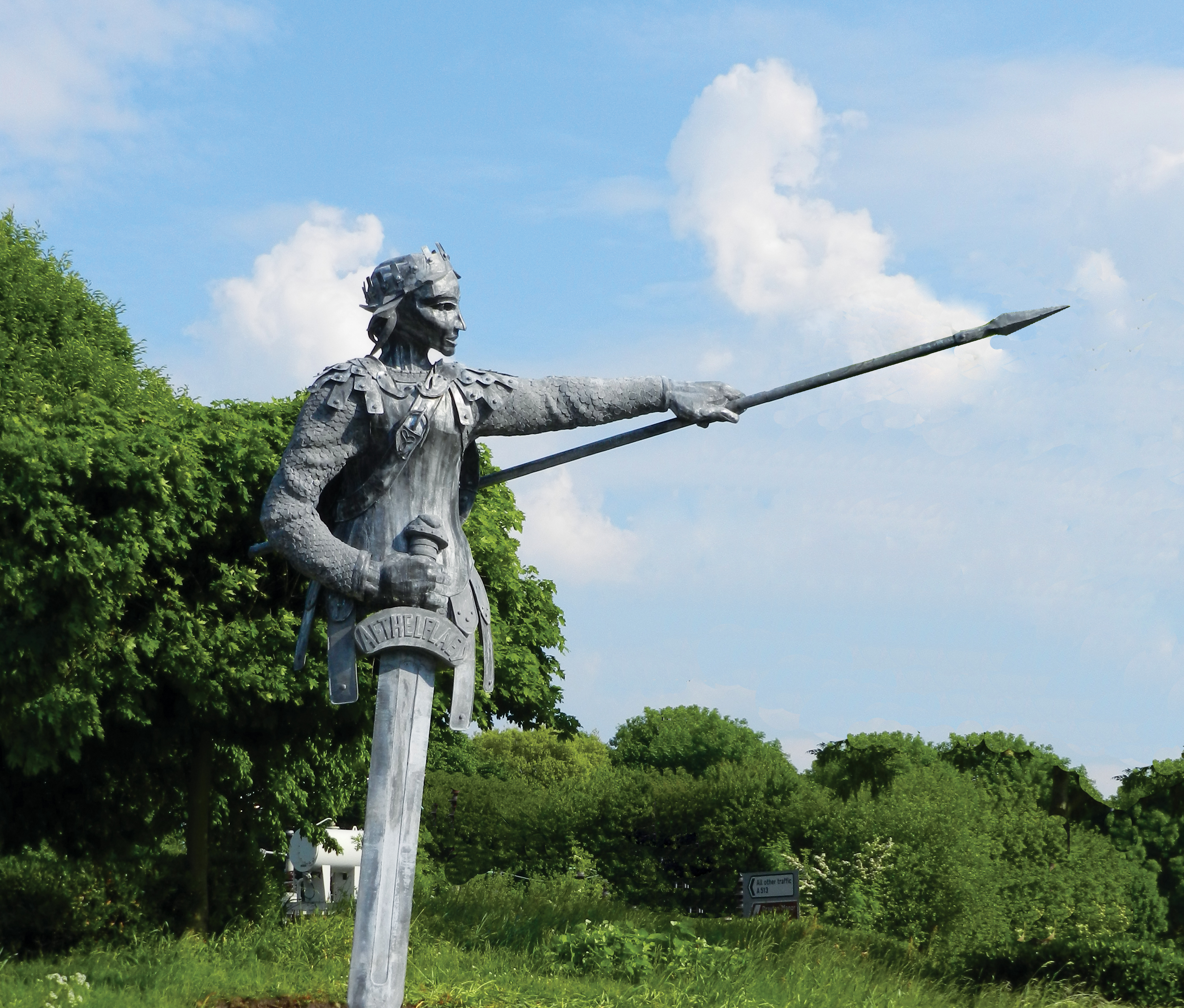
Æthelflæds Statue in Tamworth